# سامسونگ اس‌سی‌اچ-آ۹۹۰
سامسونگ اس‌سی‌اچ-آ۹۹۰ یک‌نمونه از گوشی‌های تلفن همراه سری A شرکت سامسونگ می‌باشد که توسط همین شرکت به بازار عرضه شده‌است.